# Želetice (Hodoníni járás)
Želetice település Csehországban, Hodoníni járásban. Želetice Nenkovice, Stavěšice, Násedlovice, Archlebov, Dražůvky és Uhřice településekkel határos. Lakosainak száma 522 fő (2024. január 1.).

## Népesség
A település lakosságának változását az alábbi diagram mutatja:
| Lakosok száma | 555  | 578  | 659  | 569  | 585  | 509  | 497  | 492  | 508  | 522  |
|               | 1869 | 1890 | 1921 | 1950 | 1980 | 2001 | 2017 | 2019 | 2022 | 2024 |